# Лонжек (Великопольське воєводство)
Лонжек (пол. Łążek) — село в Польщі, у гміні Клодава Кольського повіту Великопольського воєводства.
Населення — 206 осіб (2011).
У 1975-1998 роках село належало до Конінського воєводства.

## Демографія
Демографічна структура станом на 31 березня 2011 року:
|          | Загалом | Допрацездатний вік | Працездатний вік | Постпрацездатний вік |
| -------- | ------- | ------------------ | ---------------- | -------------------- |
| Чоловіки | 105     | 22                 | 70               | 13                   |
| Жінки    | 101     | 18                 | 56               | 27                   |
| Разом    | 206     | 40                 | 126              | 40                   |